# Pharyngomyia dzerenae
Pharyngomyia dzerenae är en tvåvingeart som beskrevs av Grunin 1950. Pharyngomyia dzerenae ingår i släktet Pharyngomyia och familjen styngflugor.
Artens utbredningsområde är Mongoliet. Inga underarter finns listade i Catalogue of Life.